# 프레드 워링

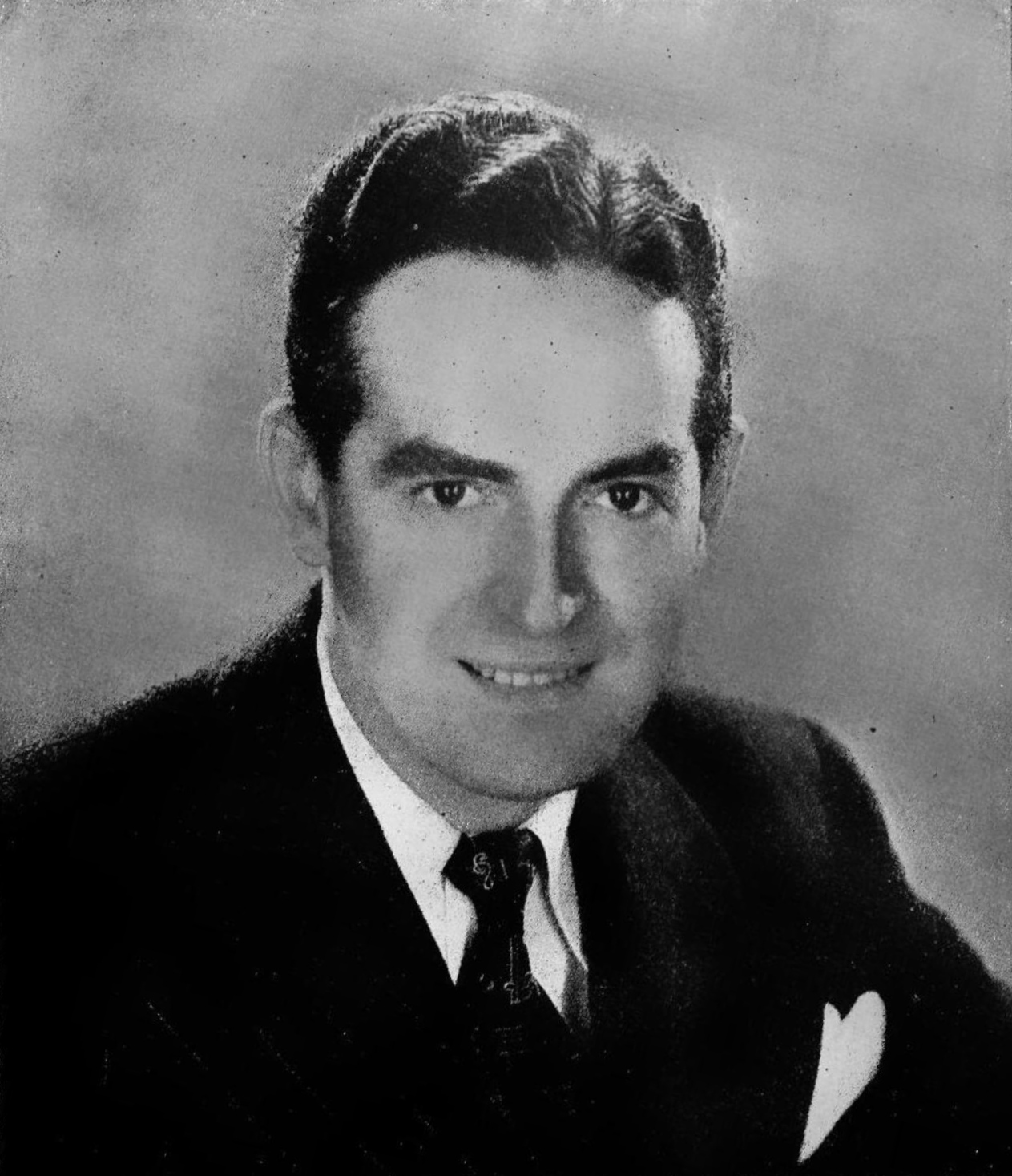
1944년 광고의 한 장면

프레드릭 말콤 워링 시니어(Fredrick Malcolm Waring Sr., 1900년 6월 9일 ~ 1984년 7월 29일)는
음악가, 밴드리더, 라디오/텔레비전 인사이며, 별명은 "미국의 가창 마스터"(America's Singing Master), "미국에 노래하는 법을 가르쳐준 남자"(The Man Who Taught America How to Sing)이다.
지휘자 워링은 1900년 펜실베이니아 타이론 태생이다. 펜실베이니아 대학에서 워링 악단을 결성하고 그 후 이 악단에 글리이 클럽을 더하여 펜실베이니언스라 불렀으며, 1933년부터는 라디오, 1948년부터는 TV에서도 활약하였다. <크리스마스 전날 밤에>(1942)의 밀리언 셀러를 낸 바 있다.

## 프레드 워링과 그의 펜실베이니언스
프레드 워링과 그의 펜실베이니언스(Fred Waring And His Pennsylvanians)는 1930년대부터 활약한 대편성의 합창단이다.

## 사망
워링은 1984년 7월 29일 펜실베이니아주 스테이트 칼리지의 자신의 여름 별장에서 뇌졸중으로 사망했다.